# Erwin Gohrbandt

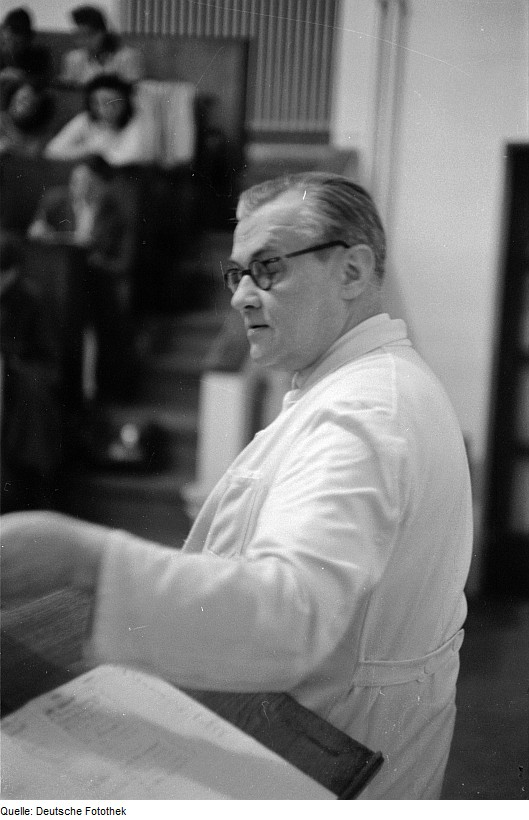
Erwin Gohrbandt (1947)

Erwin Gohrbandt (ur. w 1890, zm. w 1965) – niemiecki generał brygady, profesor medycyny, chirurg.
W czasie wojny pracował jako profesor w randze generała brygady w Akademii Medycznej Luftwaffe. Brał udział w opracowaniu eksperymentów na ludziach prowadzonych na więźniach obozu koncentracyjnego Dachau, badających problemy śmiertelności i chorób w wyniku wychłodzenia. Po wojnie został wybrany do Rady Doradczej Niemieckiego Towarzystwa do Walki ze Stwardnieniem Rozsianym oraz mianowany dyrektorem szpitala Moabit, wybrany zastępcą przewodniczącego DRK. Był także członkiem Niemieckiego Komitetu Olimpijskiego.